# Rudolf Meinert

Rudolf Meinert auf einer Fotografie von Alexander Binder

Rudolf Meinert, gebürtig Rudolf Bürstein, (* 28. September 1882 in Wien; † März 1943 im KZ Majdanek) war ein österreichischer Schauspieler, Filmregisseur und Filmproduzent.

## Leben
Er verließ vorzeitig die Realschule und erhielt eine Stelle am Technischen Gewerbemuseum in Wien. Danach wurde er Angestellter in der Maschinenfabrik Swadlos-Söhne und brachte es 1901 zum Prokuristen. 1903 absolvierte er seine militärische Ausbildung.
1904 debütierte er in Wien als Schauspieler und spielte bis 1907 an Provinzbühnen. In der Saison 1907/08 trat er am Deutschen Theater in New York auf. Von 1908 bis 1911 war er am Stadttheater Budweis engagiert, wo er im Mai 1909 sein Regiedebüt gab. Weitere Bühnenstationen als Schauspieler und Regisseur waren das Deutsche Theater in Pilsen (1910/11), das Stadttheater Jena (1911/12) und erneut Wien (1912).
Seit 1913 arbeitete er als Filmregisseur in Berlin und übernahm mit seiner Firma Prometheus-Film meist zugleich die Produktion. Ebenfalls 1913 heiratete er die Drehbuchautorin Erna Thurk. Mit seinen Sensations- und Detektivfilmen hatte er beträchtlichen Erfolg, bis er am 2. August 1914 zum Kriegsdienst in Galizien eingezogen wurde. Als Feldwebel erlitt er im September 1915 eine schwere Verwundung, was seine Entlassung als Kriegsversehrter im Oktober 1915 zur Folge hatte.
Daraufhin gründete er im Dezember 1915 in Berlin die Meinert-Film Rudolf Bürstein. Am 1. März 1916 wurde der Wiener Kaufmann Ladislaus Janak sein Geschäftspartner, der Firmenname in Meinert-Film Bürstein & Janak OHG geändert und die Firma um eine  Tochtergesellschaft in Wien erweitert. Von 1916 bis 1919 inszenierte und produzierte er unter anderem 19 Filme um den Meisterdetektiv Harry Higgs mit Hans Mierendorff als Higgs.
Von 1916 bis 1920 amtierte er als Vorstandsmitglied des Berliner Filmclubs e. V., im Mai 1919 war er Mitbegründer des ersten Vorstands des Arbeitgeberverbands der Deutschen Filmindustrie. Im November 1919 fusionierte die Meinert-Film mit Erich Pommers Decla-Film-Gesellschaft Holz & Co. Meinert wurde Produktionsleiter und hatte in dieser Funktion wesentlichen Anteil an der Entstehung des Stummfilmklassikers Das Cabinet des Dr. Caligari.
Im Jahr 1920 wurde Meinert Vorstandsmitglied bei der Deutschen Bioscop AG, die ab dem 29. April als Decla-Bioscop AG firmierte. Er übernahm zudem einen Sitz im Aufsichtsrat der neuen Uco-Film-Gesellschaft, verließ aber 1921 den Konzern. Im November wurde Meinert an der Seite von Hermann Saklikower und Gustav Schwab Vorstand der Internationalen Film-Aktiengesellschaft (Ifa). Im Januar 1922 erwarb die Ifa Geschäftsanteile mehrerer Firmen. Meinert und Hermann Saklikower wurden infolgedessen Geschäftsführer bei der Wima-Film Compagnie GmbH, der Luna-Film GmbH und der Lunafilm-Verleih GmbH und gründeten gemeinsam am 16. Mai 1922 eine neue Meinert-Film-Gesellschaft. Zugleich nahm er, beginnend mit einer Biografie um die Königin Marie-Antoinette, seine Regiearbeit wieder auf. Er inszenierte ambitionierte Melodramen und Dramen und drehte mit Die Vorbestraften einen von der Berliner Strafvollzugsbehörde unterstützten sozial engagierten Film.
Nach der Machtergreifung der Nationalsozialisten 1933 emigrierte Meinert, der jüdischer Herkunft war, nach Prag. Im April 1934 ging er nach Wien. In den Niederlanden bereitete er im selben Jahr Het meisje met de blauwe hoed vor. Aufgrund eines königlichen Beschlusses zur Einschränkung ausländischer Arbeitskräfte, der am 1. Januar 1935 in Kraft trat, kehrte er nach Wien zurück. Hier drehte er mit der Komödie Alles für die Firma seinen letzten Film, von dem unter dem Titel De vier mullers zugleich eine niederländische Version entstand.
Im Mai 1937 emigrierte er von Wien nach Paris. Verschiedene Quellen, darunter CineGraph – Lexikon zum deutschsprachigen Film geben an, er sei 1938 nach London gezogen und dort vermutlich 1945 gestorben.
Dazu schreibt Kay Weniger: „Daß Meinert nach dem ›Anschluß‹ Österreichs nach Großbritannien gegangen und in London angeblich 1945 oder danach verstorben sein soll, wie zahlreiche Quellen behaupten, kann als Ente angesehen werden.“ Demzufolge wurde er bei Ausbruch des Zweiten Weltkrieges im Lager Camp de Gurs in Südfrankreich interniert und später in das Sammellager Drancy verbracht. Von dort wurde er am 6. März 1943 mit dem Transport 51 von Drancy in das KZ Majdanek verschleppt, wo er umkam.

## Filmografie (Auswahl)
- 1913: Die Fächermalerin
- 1914: Oberst Chabert
- 1914: Die Standuhr (auch Produktion)
- 1914: Detektiv Braun
- 1914: Der Hund von Baskerville
- 1915: William Voss
- 1916: Glaubensketten
- 1916: Mein ist die Rache (auch Produktion)
- 1916: Der gelbe Ulster (auch Produktion)
- 1916: John Rool
- 1917: Giovannis Rache
- 1917: Das Mysterium des Schlosses Clauden (auch Produktion und Drehbuch)
- 1917: Die Fußspur
- 1917: Das Geheimnis der Pagode
- 1917: Der Saratogakoffer
- 1918: Der goldene Pol (auch Produktion)
- 1918: Der Wüstendiamant
- 1918: Nur um tausend Dollar (auch Produktion)
- 1918: Die sterbenden Perlen (auch Produktion)
- 1918: Der Gast aus der vierten Dimension (auch Produktion)
- 1918: Ferdinand Lassalle (auch Produktion)
- 1919: Das Spielzeug der Zarin
- 1919: Harakiri (nur Produktionsleitung)
- 1919: Das Cabinet des Dr. Caligari (nur Produktion)
- 1920: Die Frau im Himmel (nur Produktionsleitung)
- 1920: Das Haupt des Juarez (künstlerische Oberleitung)
- 1920: Die Kwannon von Okadera (nur Produktionsleitung)
- 1920: Die Tophar-Mumie (nur Produktion)
- 1920: Sieger Tod (nur Produktion)
- 1920: Opfer (nur Produktion)
- 1920: Die Augen der Maske (nur Produktion)
- 1920: Genuine
- 1920/21: Die Jagd nach dem Tode (4 Teile / nur Produktion)
- 1921: Das Geheimnis von Bombay (nur Produktionsleitung)
- 1922: Marie Antoinette (auch Produktion und Drehbuch)
- 1924: Dudu, ein Menschenschicksal (auch Produktion)
- 1924: Rosenmontag (auch Produktion)
- 1925: Vater Voss (nur Produktion und Drehbuch)
- 1925: Die rote Maus (auch Produktion)
- 1926: Die elf Schill’schen Offiziere (auch Produktion und Schauspieler)
- 1927: Laster der Menschheit (auch Produktion)
- 1927: Die Vorbestraften (auch Produktion und Drehbuchmitarbeit)
- 1927: Der Bettler vom Kölner Dom (nur Produktion)
- 1928: Der Fall des Staatsanwalts M …
- 1928: Flucht aus der Hölle (nur Produktion)
- 1929: Die weißen Rosen von Ravensberg
- 1929: Das grüne Monokel
- 1930: Masken (auch Drehbuch)
- 1931: Das Lied der Nationen (auch Schauspieler)
- 1931: La chanson des nations (franz. Vers. des vorhergehenden Films)
- 1932: Die elf Schill’schen Offiziere
- 1934: Het meisje met de blauwe hoed (auch Drehbuch)
- 1935: De vier Mullers (auch Drehbuch)
- 1935: Alles für die Firma (auch Drehbuch)